# Henrik Jørgensen (fodboldspiller)
 Der er flere personer med dette navn, se Henrik Jørgensen (flertydig).
Henrik Jørgensen (født 16. februar 1966) er en tidligere dansk fodboldspiller. Han har spillet som målmand og hans karriere bragte ham til Skotland, Japan og Thailand.
I 2008 kom han tilbage til fodboldverdenen, da Vejle Boldklub ansatte ham som målmandstræner for U-17 og U-19 holdene.